# Landsorts kapell
Landsorts kapell är ett kapell som tillhör Ösmo-Torö församling i Strängnäs stift. Kapellet ligger i orten Landsort på Öja som är den sydligaste ön i Stockholms skärgård.

## Kapellet
Kapellet uppfördes 1939 efter ritningar av arkitekt Ove Leijonhufvud och var en gåva av hovjägmästare Helge Axelsson Johnson på Berga Slott i Västerhaninge. 10 december 1939 invigdes kapellet av biskop Gustaf  Aulén. Byggnaden har en stomme av trä och vilar på en hög betongsockel där en källare är inrymd. Vid västra kortsidan finns ett litet vapenhus. Ytterväggarna är klädda med vitmålad stående panel. Kapellets sadeltak är sedan 1959 belagt med dubbelfalsad kopparplåt. Tidigare takbeläggning var skiffer.
På en bergknalle norr om kapellet står en klockstapel med öppen konstruktion. Klockstapeln med kyrkklocka är gåva av kontraktsprost David Froste med fru.

## Inventarier
- Altartavlan är målad och skänkt av skärgårdsmålaren Axel Sjöberg.
- Dopfunten skänktes till kapellet 1953 av Torö församling.
- I kyrkorummet hänger två votivskepp.
- Till vänster i kyrkorummet finns en stor oljemålning skänkt av konstnären Rolf Mellström.

## Galleri

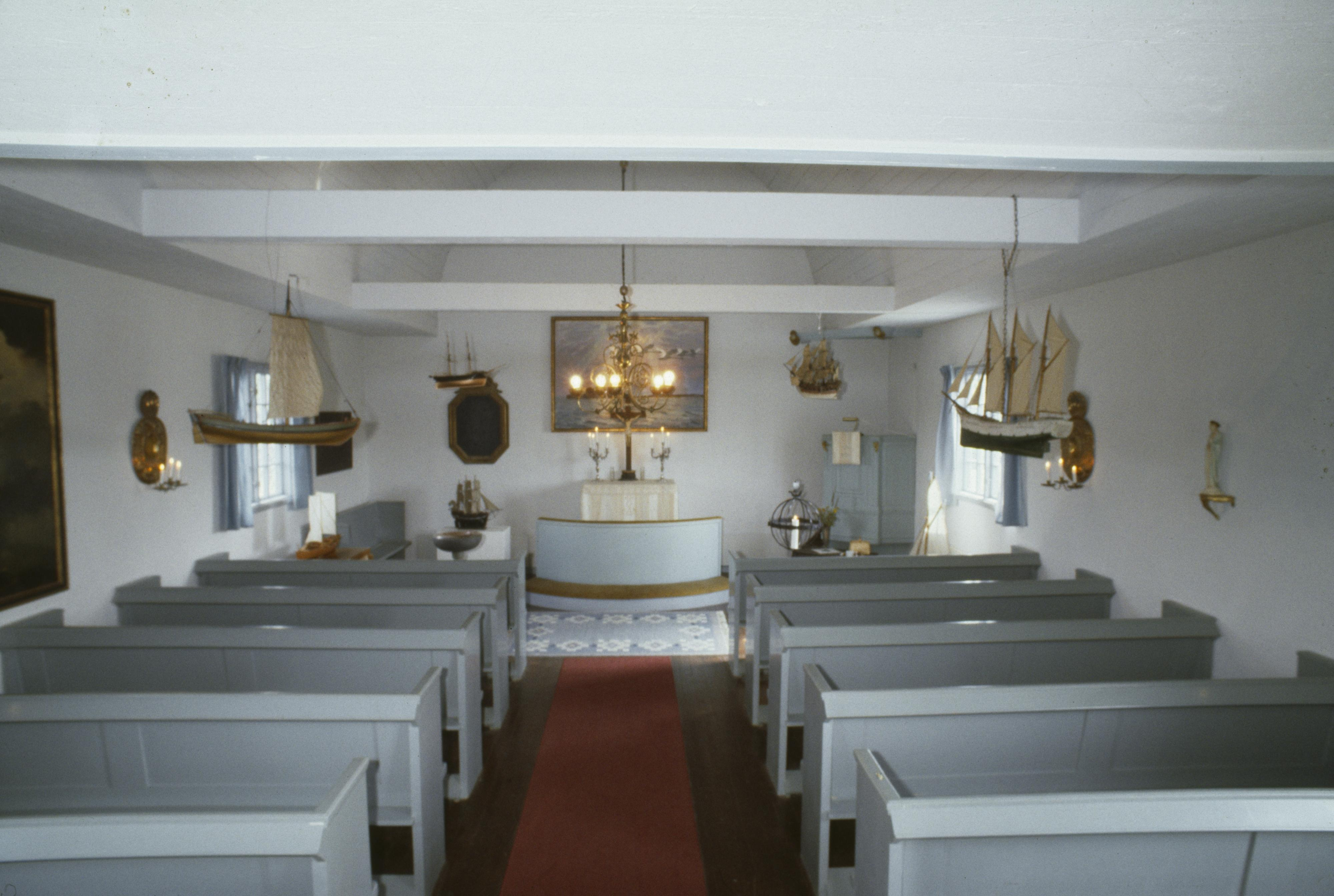
Kyrkorum
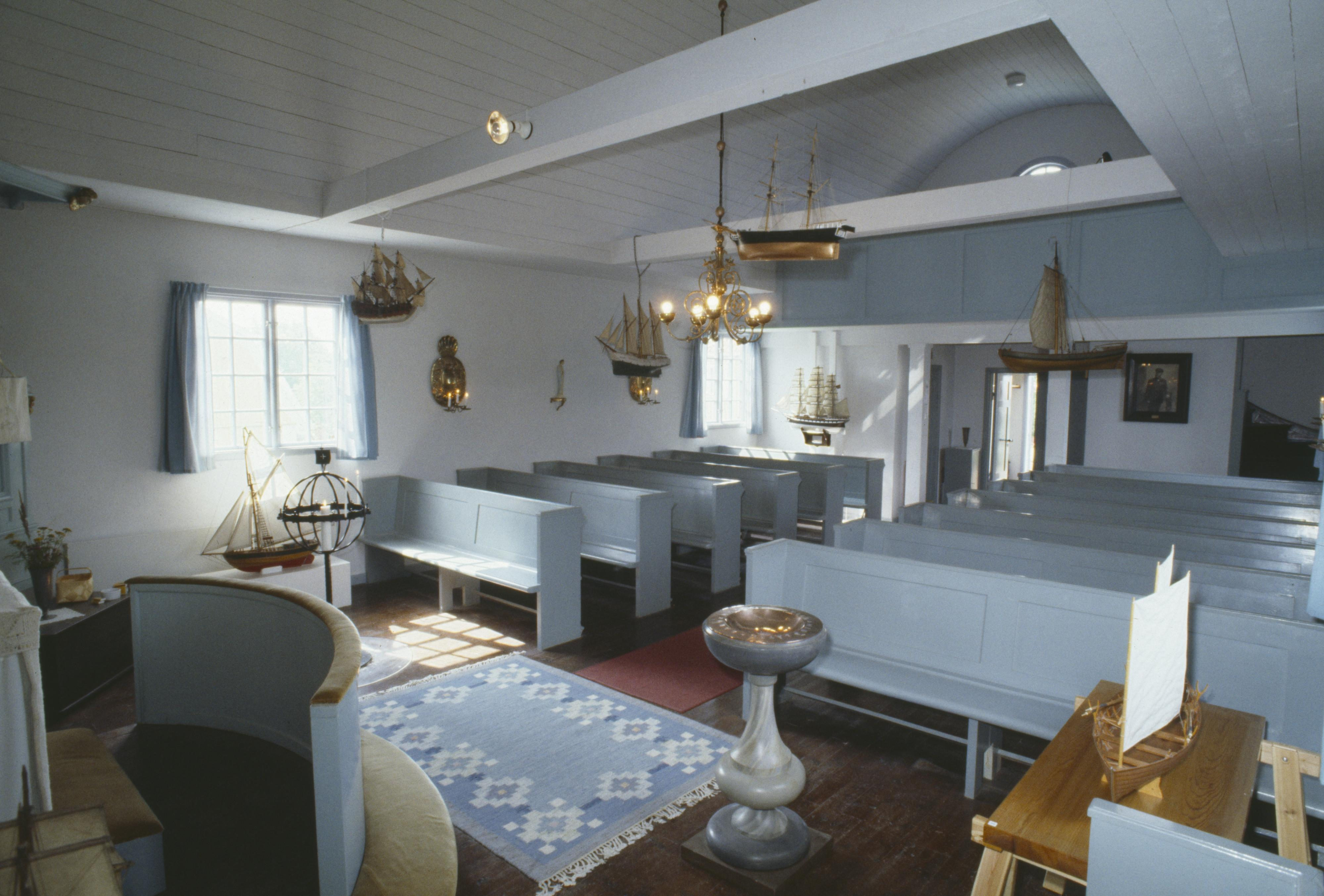
Kyrkorum mot ingång
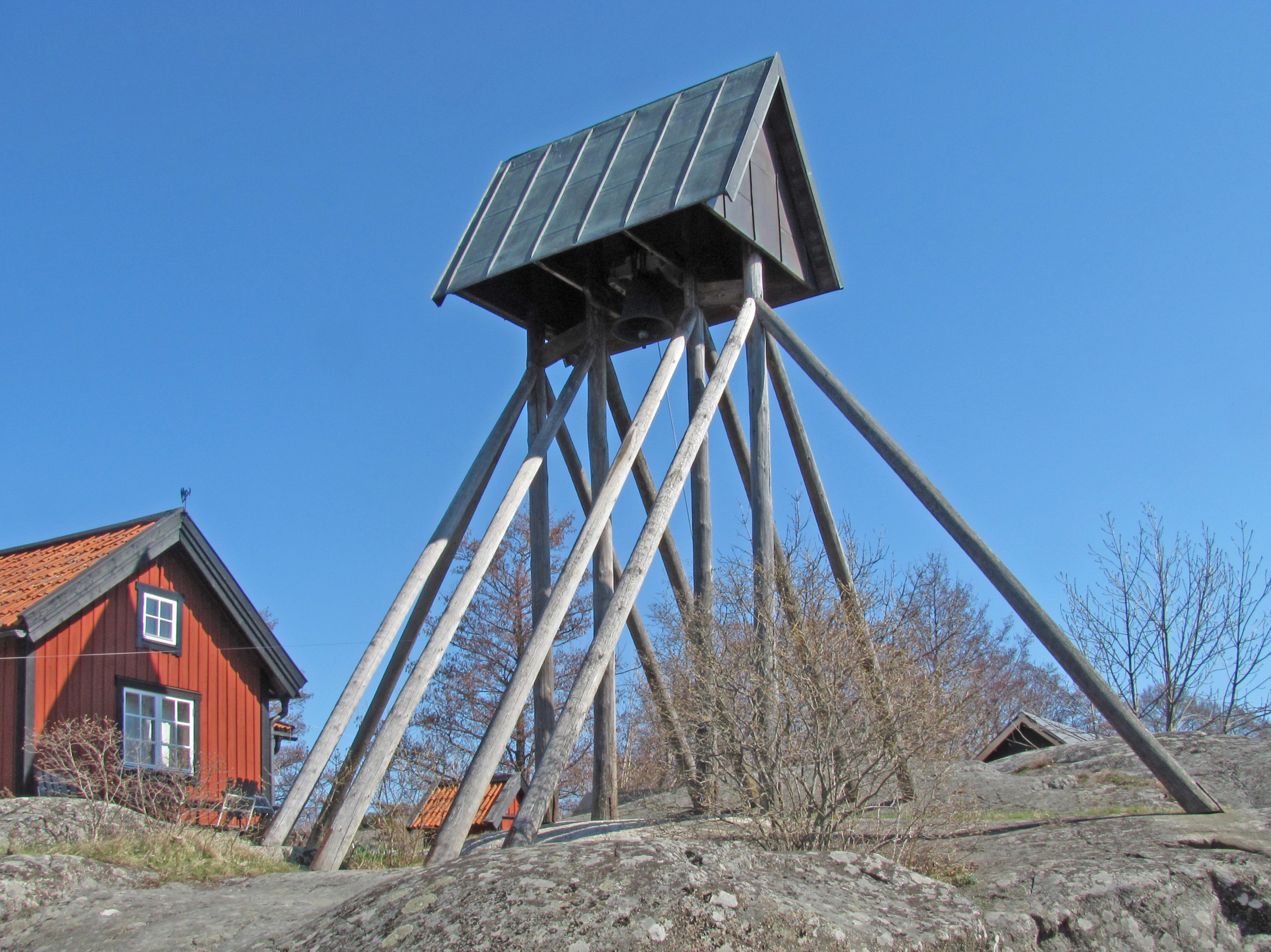
Klockstapeln